# Leichtathletik-Weltmeisterschaften 2011/Teilnehmer (Neuseeland)
| Gelbes Symbol für Goldmedaillen mit stilisierten Olympischen Ringen | Graues Symbol für Silbermedaillen mit stilisierten Olympischen Ringen | Braundes Symbol für Bronzemedaillen mit stilisierten Olympischen Ringen |
| ------------------------------------------------------------------- | --------------------------------------------------------------------- | ----------------------------------------------------------------------- |
| 1                                                                   | —                                                                     | —                                                                       |

Der neuseeländische Leichtathletik-Verband stellte bei den Leichtathletik-Weltmeisterschaften 2011 im koreanischen Daegu acht Teilnehmer.

## Ergebnisse

### Männer

#### Laufdisziplinen
| Athlet         | Disziplin   | Vorlauf      | Vorlauf | Halbfinale  | Halbfinale | Finale        | Finale        |
| Athlet         | Disziplin   | Zeit         | Platz   | Zeit        | Platz      | Zeit          | Platz         |
| -------------- | ----------- | ------------ | ------- | ----------- | ---------- | ------------- | ------------- |
| Nick Willis    | 1500 m      | 3:39,24 min  | 2       | 3:37,39 min | 2          | 3:38,69 min   | 12            |
| Adrian Blincoe | 5000 m      | DNS          | DNS     |             |            | ausgeschieden | ausgeschieden |
| Jake Robertson | 5000 m      | 13:53,57 min | 24      |             |            | 14:03,09 min  | 15            |
| Quentin Rew    | 50 km Gehen |              |         |             |            | 4:08:46 h     | 23            |

#### Sprung/Wurf
| Athlet          | Disziplin | Qualifikation | Qualifikation | Finale     | Finale |
| Athlet          | Disziplin | Weite/Höhe    | Platz         | Weite/Höhe | Platz  |
| --------------- | --------- | ------------- | ------------- | ---------- | ------ |
| Stuart Farquhar | Speerwurf | 82,10 m       | 3             | 78,99 m    | 11     |

#### Zehnkampf
| Athlet             | Disziplin | 100 m   | Weit- sprung | Kugel- stoßen | Hoch- sprung | 400 m   | 110 m Hürden | Diskus- wurf | Stabhoch- sprung | Speer- wurf | 1500 m      | Punkte | Platz |
| ------------------ | --------- | ------- | ------------ | ------------- | ------------ | ------- | ------------ | ------------ | ---------------- | ----------- | ----------- | ------ | ----- |
| Eelco Sintnicolaas | Ergebnis  | 11,00 s | 7,31 m       | 13,75 m       | 1,96 m SB    | 49,95 s | 14,86 s      | 45,65 m      | 4,50 m           | 55,69 m     | 4:47,30 min | 7761   | 19    |
| Eelco Sintnicolaas | Punkte    | 861     | 888          | 713           | 767          | 817     | 867          | 780          | 760              | 673         | 635         | 7761   | 19    |

### Frauen

#### Laufdisziplinen
| Athletin      | Disziplin | Vorlauf        | Vorlauf | Halbfinale    | Halbfinale    | Finale        | Finale        |
| Athletin      | Disziplin | Zeit           | Platz   | Zeit          | Platz         | Zeit          | Platz         |
| ------------- | --------- | -------------- | ------- | ------------- | ------------- | ------------- | ------------- |
| Nikki Hamblin | 800 m     | 2:02,87 min SB | 25      | ausgeschieden | ausgeschieden | ausgeschieden | ausgeschieden |
| Nikki Hamblin | 1500 m    | 4:36,70 min    | 35      | ausgeschieden | ausgeschieden | ausgeschieden | ausgeschieden |

#### Sprung/Wurf
| Athletin      | Disziplin   | Qualifikation | Qualifikation | Finale           | Finale |
| Athletin      | Disziplin   | Weite/Höhe    | Platz         | Weite/Höhe       | Platz  |
| ------------- | ----------- | ------------- | ------------- | ---------------- | ------ |
| Valerie Adams | Kugelstoßen | 19,79 m       | 1             | 21,24 m CR AR WL | Gold   |